# 수차

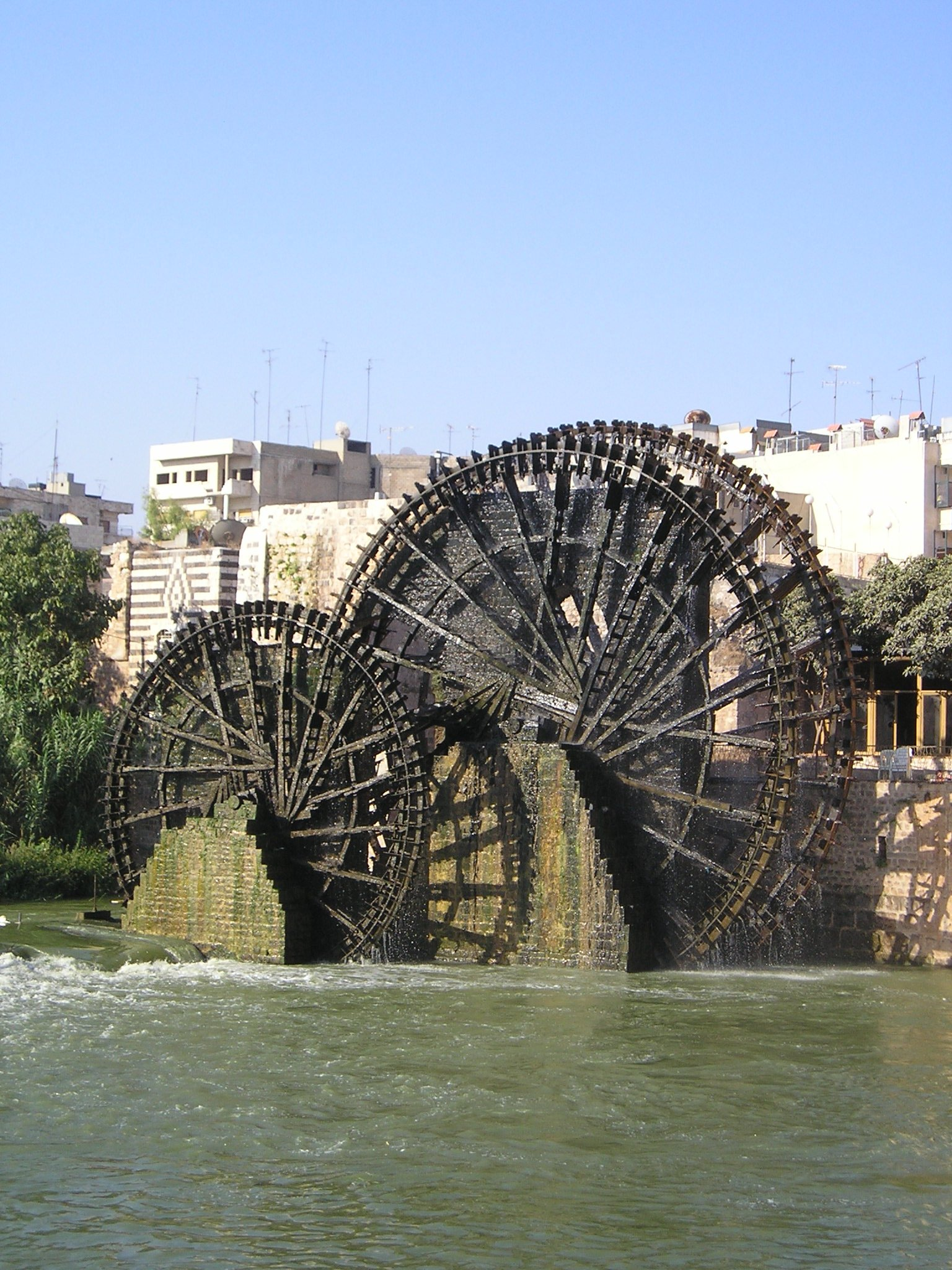
하마의 삼연수차

수차(水車)는 물의 위치에너지를 회전 운동의 에너지로 변환시키는 기계(원동기)이다.
수차는 17세기 말경에 일단은 증기동력에 의하여 그 자리를 잃은 것 같았으나, 19세기 중엽에 이르러서 새로운 설계와 기술에 의하여 터빈이라는 이름으로 다시금 등장하게 되었다. 그래서 증기동력 이전 형식의 수차는 구식 수차, 그 이후에 개발된 수차는 신식 수차라고 편의상 나누기로 한다. 수차는 그 신구형에 관계없이 물의 작용에 따라 중력수차(重力水車)·충동수차(衝動水車)·반동수차(反動水車)의 3종으로 구별할 수가 있다. 중력수차는 주로 중력과 관계된 낙차에 의해서 움직여진다. 충동수차는 물 에너지의 거의 모든 것을 운동에너지로 만들고, 그 충격을 이용하고 있다. 반동수차는 용기로부터 물을 분출시켰을 때의 반작용을, 역학적으로 말하면 운동량 보존 법칙을 이용하고 있다. 실제적인 수차는, 이 3종류의 효과를 알맞은 비율로 선택한 구조로 되어 있다.
전동기나 증기 기관이 보급될 때까지는 양수·탈곡·제분·제사 등에 폭넓게 사용되고 있었다. 현재에도 소수의 수차를 논의 양수 등에서 볼 수 있다. 양수용 수차에는 여러 가지 유형이 있고 유명한 것은 삼연수차(三連水車) 등이 있다. 흐르는 물의 힘을 이용하기 위해 물을 수차 옆에 붙인 형태가 많다.

## 구식수차

### 윗걸이수차
흘러드는 물이 수차의 상부에 작용한다. 충동작용도 다소 있으나, 물받이에 실린 물의 무게로 차축에 회전력을 주고 있으니까, 대체적인 면에서 볼 때 중력수차라고 보아도 좋다. 따라서 출력을 크게 하는(낙차를 크게 하는) 데에는 수차의 직경을 크게 하여야 한다. 그러나 여기에도 한도가 있어서, 직경은 대량 5∼10m 정도이다. 효율은 90% 정도이다.

### 가슴걸이수차
수차 둘레의 중앙 부근에 물이 들어가게 된다. 중력수차로 간주되지만, ⑸식 제3항의 작용도 다소 있다. 효율은 65% 정도이다.

### 아랫걸이수차
수차 아래쪽에서 날개가 물 분류의 충격을 받게 한 1종의 충동수차이다. 효율은 불과 30% 정도이다.

### 바커수차
바커(Barker)가 1740년경에 고안한 일종의 반동수차로서, 직립관 윗부분에 물을 부어 넣고, 관 아랫부분에 있는 원판상실(圓板狀室) 둘레의 노즐로부터 물을 접선 방향으로 분출시켜, 그 반동으로 회전된다.

## 구식수차에서 신식수차로
구식수차는 형식은 달라도 주체(主體)는 중력수차로서 기껏 수차의 직경 정도의 낙차에 해당하는 물의 위치에너지를 이용하고 있는 데 불과하고, 출력도 크지 않다. 따라서 수차가 증기동력에 필적하든가 또는 능가하기 위해서는, 고낙차의 물에너지를 이용하여 대출력을 낼 수 있는 소형, 더욱이 고효율의 것이 요구된다. 그러므로 중력 수차는 그대로이고, 전적(專的)으로 충동수차와 반동수차의 개량이 이루어졌다. 이것이 신식수차로서, 물터빈이라고 불리는 것이다.

### 충동터빈의 발달
평면에 물을 부딪치게 하는 편이 효율이 좋다. 프랑스의 장빅토르 퐁슬레는 1826년경, 이것을 이용하여 아랫걸이수차를 개량하였다. 다시 1856년경, 비교적 고낙차용으로서 지라르(Girard)는 충동터빈을 개발했다. 이 때까지의 수차의 물받이는 1바울형(Bow1型)이며, 그 때문에 들어오는 분류수와 바울과 충돌 후 튀어오는 물과의 간섭이 크고, 에너지 손실이 컸다. 이것을 2바울형으로 하고, 분류수를 좌우로 나눠서, 튀어돌아오는 물과의 간섭을 적게 함으로써 효율을 매우 높인 사람은 미국의 펠톤(Pelton)으로서, 1870년경의 일이다.

### 반동터빈의 발달
반동수차를 다소 근대적으로 만든 것은 프랑스의 푸르네이론(B. Fourneyron, 1802∼1867)의 수차(1830년경)이다. 이것은 만곡(灣曲)된 물받이를 갖추고 있어, 반동을 크게 하고 있다. 물은 차축 방향으로부터 들어오고, 안개날개를 통과하면서 차축에 대해 직각 방향으로 방향을 바꾸어 방사상으로 흐른다. 그러나 날개수레가 밖에 있으므로, 물 흐름이 항상 날개수레 속에 가득차는 결점이 있다. 포드(Ford)는 이것을 개량하여 물흐름을 바깥쪽으로부터 안쪽으로 향하게 했다(1836년). 그리고 미국의 프랜시스(Francis)는 1848년경, 포드수차를 개량하여 스파이럴 케이싱 및 유량조정용 안개날개를 채용한 오늘날의 프랜시스수차를 발명했다.

## 프로펠러수차의 발달
다른 한편에서는 수자원 또는 입지조건 등의 요구에서, 저낙차용 수차로서 20세기에 이르러 프로펠러수차가 개발되었다. 이는 일종의 반동수차다. 먼저, 미국에서 고정날개식의 축류 프로펠러수차가 개발되어, 대량의 물을 흘려 고속 회전을 가능케 했다. 그러나 이것은 부하(負荷)가 작을 때에 효율이 매우 낮으므로 오스트리아의 카플란(Kaplan)은 1912년경에 이의 결점을 개선한 카플란수차를 발명했다. 카플란수차는 프로펠러의 날개 각도를 바꿀 수 있게 함으로써 효율의 저하를 막고 있다.

## 물터빈의 종류와 구조
물의 작용의 관점에서 분류하기로 하되 충동수차를 대표하는 것으론 펠톤수차, 반동수차를 대표하는 것으로는 프랜시스수차를 말하고, 다시 비교적 새로운 카플란수차에 대해서 언급한다.

### 펠톤수차
케이싱 가운데 물받이를 차반(車盤) 바깥둘레에 붙인 날개수레가 있는데, 날개 수레는 노즐로부터의 물 분류(噴流)의 충격으로 회전시킬 수 있는 구조로 되어 있다.
차축이 수평과 연직(鉛直) 두 가지 형태가 있는데, 보통 전자를 사용한다. 또 하나의 차축에 날개수레가 한개로 한정되지 않고 두개 있는 것도 있다. 그리고, 하나의 날개 수레에 물을 부딪치게 하는 노즐의 수도 가지각색이다. 각 물받이는 2바울형이며, 2바울이 접하는 데가 물자름으로 되어 있다. 이 물자름과 바울 외연(外緣)이 만나는 부분이 뾰족하게 되어 있고, 분류가 이 부분에 충돌해서 간섭되지 않고 바울의 안쪽면에 따라 흘러서 방향을 바꾸어 물받이를 떠나게 한다. 노즐 중앙에는 니들판(瓣)이 있는데, 이 판은 레버에 의해 나오고 들어가게 되어 있으며, 또한 노즐출구와 밸브 사이의 면적을 변화시킴으로써 분류의 수량(水量)을 조절할 수 있도록 되어 있다. 다음으로 펠톤(Pelton) 수차에서의 물의 작용을 생각해 보자. 속도의 분류가 물받이에 충동하여, 물받이에 속도를 부여하고 만곡면에서 반전(反轉)하여 흘러나가는 것이라 하면 날개수레의 효율(수력효율) 은 다음 식으로 나타내게 된다.
보통 β=4˚∼5˚이지만, 물받이를 2바울형으로 하면 평판(β=90˚)일 경우보다 2배나 효율이 좋아지는 셈이다. 물받이를 떠난 물은 이미 일을 하지 않게 되니까, 물받이와 방수면(放水面) 사이의 낙차는 수차에 대한 일에 기여하지 않고 날개수레를 통과하는 흐름의 압력은 일정하다.

### 프랜시스수차
프랜시스(Francis)수차에는 적용되는 낙차 범위가 넓으므로 많은 형식이 있다. 가령 입축단륜단류스파이럴(立軸單輪單流渦卷形)에서는 수원(水源)으로부터 도입된 물은, 스파이럴 케이싱을 한 바퀴 도는 동안에 안내날개 사이를 지나고, 날개수레의 온둘레에 골고루 흘러들어 날개 사이를 안쪽으로 흐르되 날개에는 반동을 주면서 흡출관(吸出管)으로 나와 방수로로 내보내진다.
프랜시스수차에서는, 날개수레와 방수면과의 사이의 낙차(흡출높이)는 수차에의 일에 유효하게 이용되고 있다. 흡출관은 끝이 넓게 만들어져 있어, 날개에서 나온 물이 하류로 흐르기 쉽게 하고, 흐름에 대한 저항을 적게 함으로써 물의 흡출효과(吸出效果)를 크게 하고 있다.
다만 이렇게 하기 위해서는 수원으로부터 방수면까지 수로는 빈틈이 완전히 물로 꽉 채워져 있어야만 한다. 안내날개는 조작기구(操作機構)에 의해 각도가 변경될 수 있게 되어 있다.
프랜시스수차에서의 물의 작용은 안내날개의 유로(流路)를 절대속도로 나와 날개수레로 들어가는 것으로 한다. 날개수레는 입구에서 주속도(周速度：날개수레의 바깥 둘레의 속도) 을 가지고 있으니까, 물은 날개 속으로 상대속도(날개와 함께 회전하면서 관측했을 때의 유체의 속도)으로 들어가게 된다(날개 수레의 날개 입구는 대략 방향으로 만들어져 있다). 날개의 출구에서 상대속도가 2, 절대속도가 로 흘러나가는 것이라고 한다면 날개수레의 수력효율는 다음 식으로 구해진다.
그러나 실제로는, 물은 날개수레를 통과하는 동안에 점차 방향을 차축방향으로 바꾸고, 최후에는 축방향으로 되어 나가므로 날개 안의 흐름은 복잡해지고, 수력효율도 위의 식처럼 간단하게 되지 않는다.
한편, 반동수차에서는 날개수레를 통과하는 동안에 물의 압력이 현저히 변한다.

### 카플란수차

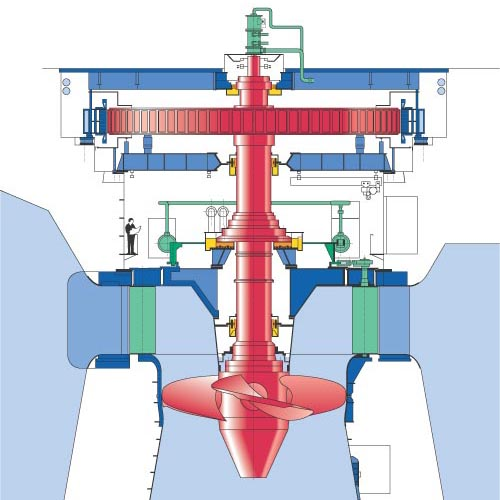
수직카플란수차

카플란(Kaplan) 수차는 반동수차의 일종으로서, 구조는 프랜시스수차와 비슷한데, 그것보다는 간단하다. 저낙차용이니까, 큰 동력을 얻기 위하여 다량의 물을 흘려 보내게 되므로, 날개수레와 물의 마찰저항을 될수록 적게 할 필요가 있다. 그러기 위해서, 날개수레는 그 날개 수를 적게 하고(2∼8매), 흐름방향의 날개의 길이는 짧게 하고, 또한 프랜시스수차의 날개 수레 바깥쪽의 둥근 바퀴를 제거하며, 마치 선박의 추진기(프로펠러)와 같은 형태를 취하고 있다. 물흐름은 안내날개를 통과하기까지는 축에 직각으로 안쪽을 향하는 내와류(內渦流)이지만, 안내날개를 나와 점차로 방향이 굽어, 축방향과 동일하게 되어 날개수레로 흘러든다. 따라서 안내날개와 날개수레 사이의 유로에의 도벽(導壁)이 없으나, 여기에서 흐름이 혼란을 일으키는 일은 없다. 또 프랜시스수차와 동일한 이유로 흡출관의 직경을 크게 하고 있다. 카플란수차의 우수한 점은, 사용수량에 따라서 최고 효율로 작동할 수 있도록, 안내날개와 함께 날개수레의 날개의 기울기도 변경시킬 수가 있게 되어 있는 점이다.

## 역사
수차는 고대 메소포타미아의 시대에 발명되었다고 여겨지며 농지 관개를 위해서 사용되었다는 기록이 남아 있다. 고대 로마의 기술자 비트루비우스가 만든 수차가 언급되고 있지만 자주 사용되지 않는 기계라 되어 있어 노예 노동이 풍부한 고대 사회에서는 일반적으로 많이 보급되지 않았던 것 같다.
이슬람권에서는 하마의 수차가 유명하고 대규모 17기의 농지 관개 용수차군이 현재에도 남아 있어 관광 명소가 되고 있다.
중국에서는 수력 원동기 같은 것을 한나라 때 볼 수 있고 송나라 때에는 수차의 힘을 이용해 방적 공장까지 만들어진 것 같지만 이상하게도 그 후의 발전은 볼 수 없다.
일본 서기에는 610년 고구려로부터 온 승려 담징이 연애(碾磑)라는 수차로 움직이는 맷돌을 만들었다고 있다.

## 같이 보기
- 물레방아